# The Venture Bros.
The Venture Bros. è una serie televisiva animata statunitense, creata da Jackson Publick e Doc Hammer nel 2003. La serie, nata come una satira dei cartoni di avventura e di fantascienza degli anni '60, è considerata una commedia drammatica di azione e avventura.
La serie è stata trasmessa per la prima volta negli Stati Uniti su Adult Swim dal 7 agosto 2004 al 7 ottobre 2018, per un totale di 81 episodi ripartiti su sette stagioni. In Italia la serie viene pubblicata su Prime Video dal 1º novembre 2021.
Il 7 settembre 2020, Publick ha annunciato su Twitter la cancellazione della serie. In seguito, Adult Swim ha dichiarato di aver lavorato con i creatori nel trovare un modo alternativo per continuare la trama.; infatti, il 12 maggio 2021, è stato annunciato che un film direct-to-video (intitolato The Venture Bros.: Radiant Is the Blood of the Baboon Heart) è in produzione da Adult Swim, che concluderà la storia della serie e andrà in onda su HBO Max 90 giorni dopo la sua uscita in home video.

## Trama
La serie racconta le vite e le avventure della famiglia Venture: il dottor Thaddeus "Rusty" Venture, padre super scienziato emotivamente insicuro, immorale e con scarsi risultati; i suoi figli gemelli ben intenzionati ma incompetenti Hank e Dean Venture; l'agente segreto Brock Samson, la guardia del corpo della famiglia, e l'arcinemico autoproclamato della famiglia, Monarch, un supercriminale a tema farfalla monarca.

## Episodi
| Stagione         | Episodi | Episodi | Prima TV USA | Pubblicazione Italia |
| ---------------- | ------- | ------- | ------------ | -------------------- |
| Prima stagione   | 13      | 13      | 2004         | 2021                 |
| Seconda stagione | 13      | 13      | 2006         | 2021                 |
| Terza stagione   | 13      | 13      | 2008         | 2022                 |
| Quarta stagione  | 16      | 8       | 2009         | inedita              |
| Quarta stagione  | 16      | 8       | 2010         | inedita              |
| Quinta stagione  | 8       | 8       | 2013         | inedita              |
| Sesta stagione   | 8       | 8       | 2016         | inedita              |
| Settima stagione | 10      | 10      | 2018         | inedita              |

## Personaggi e doppiatori

### Personaggi principali
- Hank e Dean Venture (stagioni 1-7), voci originali di Christopher McCulloch e Michael Sinterniklaas, italiane di Paolo Vivio e Lorenzo De Angelis.
Sono i fratelli gemelli titolari della serie. Hank è il più avventuroso mentre Dean è il più timido e studioso dei due. I due adolescenti finiscono spesso in situazioni pericolose e (come rivelato nella seconda stagione) sono stati uccisi più di una volta, solo per essere sostituiti con esatti cloni privi del ricordo della propria morte.
- Dott. Thaddeus "Rusty" Venture (stagioni 1-7), voce originale di James Urbaniak, italiana di Alberto Bognanni.
Un ex avventuriero, nonché fonte di ispirazione per la serie animata "Rusty Venture". Dirige la Venture Industries, una società globale un tempo leader del settore, fondata dal padre super-scienziato Jonas. Dalla morte di Jonas, la Venture Industries è diminuita fino a diventare l'ombra del suo antico splendore, occupando ora solo una parte dei vasto e malandati complessi dei Venture tra cui una base su Spider Skull Island e la stazione spaziale Gargantua-1. Rusty ha abbandonato il college poco dopo la morte del padre e afferma di detenere una laurea honoris ricavato da un college della comunità del Tijuana. Tenta di seguire le orme di suo padre diventando un super scienziato; tuttavia, le sue competenze sono inferiori a quelli di suo padre, dimostrando spesso un'etica discutibile e portando gli altri a sostenere che i suoi successi occasionali si limitano a capitalizzare il lavoro del suo defunto padre.
- Brock Samson (stagioni 1-7), voce originale di Patrick Warburton, italiana di Fabrizio Russotto.
La guardia del corpo di lunga data della famiglia Venture. Nominato dall'OSI (Office of Secret Intelligence), Brock è alto e muscoloso e usa spesso la sua licenza di uccidere per proteggere la famiglia Venture da qualsiasi minaccia con violenza improvvisa e brutale. È sadico e spietato e combatte corpo a corpo usando solitamente un coltello o il suo Dodge Charger vintage piuttosto che le armi da fuoco. Durante la quarta stagione viene sostituito dall'ex supercriminale Sergente Hatred. Nella sesta stagione, Brock torna a prendere la sua posizione di guardia del corpo ufficiale dei Venture, mentre il Sergente Hatred viene spostato per poter lavorare alla sicurezza del nuovo complesso dei Venture a New York.
- H.E.L.P.eR. (stagioni 1-7), voce originale di Soul-Bot.
Il robot assistente personale della famiglia Venture, che comunica tramite segnali acustici elettronici. Sebbene sia molto sensibile, i Venture spesso lo trattano come un vecchio apparecchio o animale domestico. Viene regolarmente fatto a pezzi durante il corso delle loro avventure, tornando come nuovo nell'episodio successivo.

### Personaggi di supporto
- Dott. Jonas Venture (stagioni 1-7), voce originale di Paul Boocock.
Un super-scienziato visionario che ha rivoluzionato il mondo con le sue invenzioni. Ha formato il Team Venture, un gruppo di amici e collaboratori che lo hanno aiutato a combattere il crimine e successivamente a salvare suo figlio, il Dott. Venture, dai suoi acerrimi nemici. Per aiutare suo figlio a far fronte all'assenza di una figura materna, ha sviluppato un robot leale ed emotivo di nome H.E.L.P.eR., che accompagna e assiste i Venture. Nonostante venga mostrato inizialmente come un padre modello, successivamente dimostra di essere insensibile e indifferente al benessere di suo figlio.
- Monarch (stagioni 1-7), voce originale di Christopher McCulloch, italiana di Alessandro Budroni.
La nemesi del Dott. Venture, il cui vero nome è Malcom Fitzcarraldo. È ossessionato dalle farfalle monarca, affermando di essere stato cresciuto da loro dopo essere sopravvissuto al naufragio dell'aereo che ha ucciso i suoi genitori. È stato impiegato da Phantom Limb sotto il nome di Shadowman 9, cambiando successivamente in Il Monarca.
- Dott. Girlfriend (stagioni 1-7), voce originale di Doc Hammer, italiana di Daniele Valenti.
La moglie e assistente di Monarch. Per la maggior parte della sua carriera ha indossato la famosa giacca rosa di Jackie Kennedy e il cappello portapillole. La sua voce comicamente profonda è il risultato della sua precedente dipendenza dal fumo; inoltre condivide un accento del Long Island.
- Scagnozzo 21 (stagioni 1-7), voce originale di Doc Hammer, italiana di Gianluca Machelli.
- Scagnozzo 24 (stagioni 1-7), voce originale di Christopher McCulloch, italiana di Luca Graziani.
- Pete White (stagioni 1-7), voce originale di Christopher McCulloch, italiana di Alberto Caneva.
Uno scienziato albino e co-fondatore della Conjectural Technologies. Andò al college con Venture, Samson, il Barone Ünderbheit e Monarch dove condusse un programma radiofonico new wave chiamato The White Room. Dopo essersi laureati in informatica, White e Billy Quizboy hanno lavorato in tandem ad un game show chiamato QuizBoys. Dopo essere stati sorpresi a barare e manipolare gli spettacoli a loro favore, White e Quizboy sono stati licenziati. Mentre i due hanno avuto un breve litigio, Pete alla fine si è riunito a Billy e trovarono rifugio in una roulotte vicino al Venture Compound. Come Venture e Quizboy, White tende ad essere pigro e svogliato nei suoi sforzi nonostante sia molto abile e ben informato in superscienza e tecnologia.
- Master Billy Quizboy (stagioni 1-7), voce originale di Doc Hammer, italiana di Luigi Ferraro.
Definitosi "ragazzo genio", Billy Quizboy è un adulto con un difetto di pronuncia e con un deficit dell'ormone della crescita. Soffre di idrocefalo, anche se il suo intelletto sembra non essere influenzato da questa condizione. Ha recitato come concorrente nel game show Quizboys presentato da Pete White; tuttavia quando White lo ha tradito sono stati entrambi cacciati dal programma e le vincite di Billy sono state bloccate dalla SEC. White e Billy si sono quindi avvicinati al Dott. Venture cercando di lavorare per lui, tuttavia Rusty li ha allontanati. Dopo aver perso una mano e un occhio in un combattimento tra cani provocato accidentalmente da White, decide di lasciare quest'ultimo facendosi reclutare da Brock Samson e Hunter Gathers, i quali gli fornirono una mano meccanica e un occhio telecamera. Brock e Hunter mandano Billy sotto copertura a spiare il professor Hamilton Fantomas e a scavare sulla possibile esistenza del Sindacato delle Cattive Intenzioni. Fantomas ha chiesto a Billy di aiutarlo con il suo esperimento, tuttavia l'esperimento è andato storto e Fantomas è diventato Phantom Limb. Dopo essere stato sottoposto alla cancellazione della memoria dall'O.S.I., Billy esce con l'aiuto di Brock, rimanendo con White. Nonostante non avesse un'istruzione e una formazione formale, è diventato un medico e neurogenetista nonché co-fondatore della Conjectural Technologies. Per un breve periodo si è unito all'Ordine della Triade in cambio del suo intervento chirurgico al cervello sull'Outrider dopo aver affermato che avrebbe dovuto essere pagato per il suo impegno.
- Dott. Jonas Venture, Jr. (stagioni 1-6), voce originale di James Urbaniak, italiana di Guido Di Naccio e ?.
Il gemello deforme del Dott. Venture, che è stato assorbito da Rusty nel grembo materno e liberato chirurgicamente dal suo corpo dopo essere stato scambiato per un tumore. Sebbene abbia il corpo di un bambino, ha un aspetto adulto e pare aver ereditato la sua grande intelligenza da suo padre. È scientificamente astuto, gran lavoratore, attraente per le donne ed è un amministratore delegato multimiliardario di una società redditizia. Tuttavia è odiato dal Team Venture originale poiché ignora l'importanza della vita di suo padre, insieme ai suoi affari e la sua eredità. Muore nell'episodio speciale All This and Gargantua-2, quando si sacrifica per impedire che la sua stazione spaziale Gargantua-2 danneggiasse le persone. Nel suo testamento lascia in eredità la sua fortuna, la sede centrale a New York e i brevetti tecnologici a suo fratello.

### Personaggi ricorrenti
- Phantom Limb (stagioni 1-7), voce originale di James Urbaniak, italiana di Alessandro Budroni.
Un cattivo con braccia e gambe invisibili. Nonostante il suo intelletto, spesso si mostra essere pretenzioso. Originariamente era un professore presso lo stesso college statale che molti dei personaggi della serie hanno frequentato, rivelando che aveva delle braccia e gambe minuscole deformate portandolo ad essere rinnegato e a perdere il suo "diritto" di ereditare il titolo di Sovrano. Quando Billy Quizboy fu mandato dall'O.S.I. per spiarlo, Fantomas fece di Billy il suo assistente di laboratorio credendo che possedesse una mente brillante. Durante un esperimento per riportare i suoi arti alle dimensioni normali, si è verificato un malfunzionamento che li ha resi invisibili, conferendogli la capacità di uccidere con un semplice tocco. In passato ha frequentato Dott. Girlfriend, tuttavia lei lo lasciò per Monarch dopo essersi stancata della sua personalità possessiva e dispotica.
- Barone Werner Ünderbheit (stagioni 1-6), voce originale di T. Ryder Smith.
Un noto membro del Sindacato delle Cattive Intenzioni ed ex dittatore tiranno di Ünderland. Indossa una mascella protesica di metallo e parla con un forte accento pseudo-tedesco. Incolpa inizialmente il Dott. Venture per la perdita della sua mascella, tuttavia è stato rivelato che l'esplosione è stata in realtà causata da Monarch. Dopo la sua deposizione viene mostrato fare l'elemosina fuori dalle Impossible Industries, chiedendo successivamente a Phantom Limb se poteva entrare nel nuovo Sindacato del Professor Impossible. Si presume che sia morto dopo l'esplosione di Gargantua-2.
- Dott. Byron Orpheus (stagioni 1-7), voce originale di Steven Rattazzi, italiana di Luca Biagini.
Un negromante amico del Dott. Venture che possiede una parte del Venture Compound in affitto. Insieme a Brock è l'unico socio del Dott. Venture che mostra una competenza e una morale. Solitamente parla in modo eccessivamente drammatico, pronunciando con una voce teatrale e mettendo enfasi su argomenti banali. È il padre di Triana Orpheus, la quale ha vissuto con lui al Venture Compound fino a quando non si è trasferita con l'ex moglie di Orpheus. In seguito lui e l'Ordine della Triade si trasferiscono a New York per essere più vicini alla base dei Venture.
- Triana Orpheus (stagioni 1-4), voce originale di Lisa Hammer, italiana di Chiara Oliviero.
La figlia diciassettenne gotica del Dott. Orpheus. Si mostra amichevole nei confronti di Hank e Dean Venture. Dopo aver avuto un flirt con quest'ultimo, litigano decidendo di uscire con un altro ragazzo chiamato Raven.
- Jefferson Twilight (stagioni 2-7), voce originale di Charles Parnell, italiana di Franco Mannella.
Un vecchio amico del Dott. Orpheus che brandisce due spade e combatte i Blaculas (dei vampiri neri) per vivere. Soffre di diabete e ipoglicemia, portandolo continuamente a bere liquidi zuccherati. Il suo occhio sinistro, che chiama "Blood Eye", è scolorito in quanto è un magico localizzatore dei blacula.
- Alchemist (stagioni 2-7), voce originale di Dana Snyder, italiana di Stefano Onofri.
Un altro ex amico del Dott. Orpheus, alla ricerca della pietra filosofale e di una cura per l'AIDS. A differenza di Twilight e Orpheus, sembrerebbe essere molto meno serio nei suoi affari; tuttavia svela la sua vera opinione sulla Triade affermando che era più interessato ad aiutare l'equilibrio dell'Universo piuttosto che andare in giro a combattere contro un supercriminale. È apertamente omosessuale ed è un fan di Jimmy Buffett. Inoltre è amico di Hank, poiché sente che i due "sono simili". Ha un odio profondo per Internet poiché ha scoperto che il suo precedente ragazzo lo tradiva tramite MySpace. In precedenza ha avuto una relazione con Shore Leave, tuttavia dopo che quest'ultimo ha affermato che era "troppo appiccicoso" gli ha cancellato la memoria. Successivamente lui e Shore Leave vengono mostrati avere una video chat amorosa, implicando che sono tornati insieme.
- Colonnello Bud Manstrong (stagioni 1-3, 7), voce originale di Terrence Fleming, italiana di Dario Oppido.
- Molotov Cocktease (stagioni 1-7), voce originale di Mia Barron, italiana di Emilia Costa.

## Produzione

### Ideazione e sviluppo

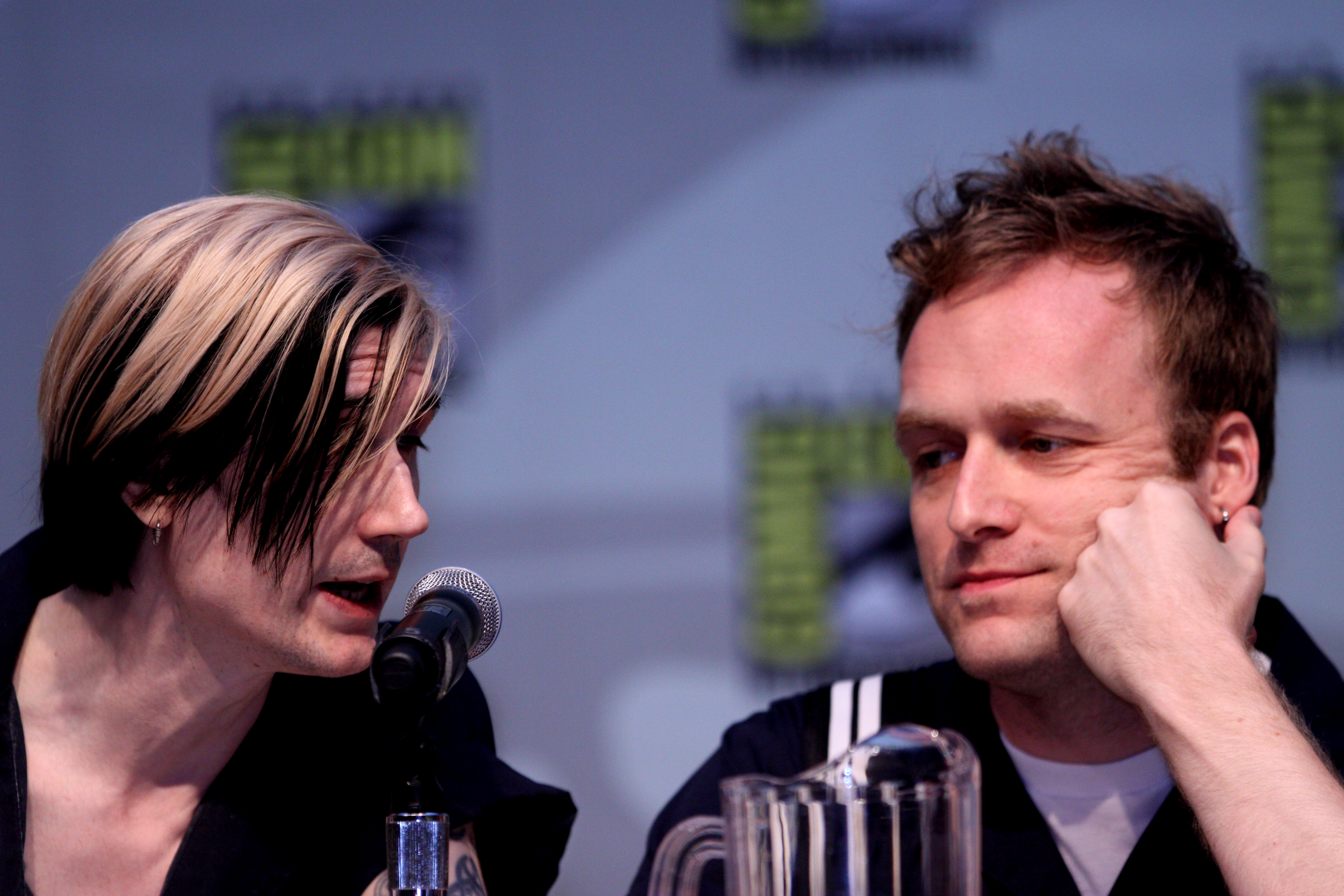
Da sinistra: Doc Hammer e Jackson Publick, creatori, sceneggiatori e doppiatori di The Venture Bros.

Il creatore della serie Christopher McCulloch (anche noto come Jackson Publick) è stato uno dei principali sceneggiatori della serie animata The Tick, in onda il sabato mattina. La prima storyline di The Venture Bros. risale a prima del 2000, ad opera dello stesso McCulloch. Dopo aver lavorato per la serie animata Ovino va in città e per la versione live-action di The Tick, McCulloch ha deciso di trasformare The Venture Bros. in una serie animata. La serie era stata originariamente concepita come una storia a fumetti. McCulloch si rese conto che le sue note erano troppo estese per una breve storia a fumetti e propose a Comedy Central di trasmettere The Venture Bros. sotto forma di una serie animata, ma la rete lo respinse. Sebbene la prima stesura del copione dell'episodio pilota sia stata scritta nella primavera del 2000, la pubblicizzazione dello stesso non è avvenuta fino all'estate del 2002 grazie ad Adult Swim. McCulloch non aveva mai pensato a Cartoon Network perché "non voleva smorzare The Venture Bros." e perché non era a conoscenza dell'esistenza di Adult Swim.
Dopo aver revisionato l'episodio pilota e aver cominciato la produzione della prima stagione, l'episodio è stato finalmente trasmesso il 16 febbraio 2003. La prima stagione della serie ha debuttato nel 2004 ed è stata aggiunta alla programmazione estiva di agosto di Adult Swim.

### Cancellazione
Dopo la conclusione della settima stagione nell'ottobre 2018, è stato annunciato il rinnovo della serie per un'ottava e ultima stagione. Il 5 settembre 2020, uno degli illustratori della serie, Ken Plume, ha scritto su Twitter che The Venture Bros. era una delle serie per cui si è dispiaciuto maggiormente per la cancellazione, affermando di "non avere ulteriori commenti". Due giorni dopo, Jackson Publick ha confermato la cancellazione della serie, portando quindi all'eliminazione dell'ottava stagione. Pochi mesi prima dell'annuncio ufficiale al pubblico, la sceneggiatura dell'ottava stagione era stata già parzialmente.

## Ispirazioni e metafore

### Jonny Quest
La serie è ispirata principalmente a Jonny Quest, serie animata d'avventura e fantascienza del 1964, in quanto ha portato allo sviluppo dei personaggi principali. Il Dott. Venture è modellato su come un bambino come Jonny Quest potrebbe essere cresciuto dopo aver vissuto un'infanzia piena di eventi bizzarri e pericolosi per la sua vita. Brock è modellato su Race Bannon, mentre Hank e Dean sono basati sugli Hardy Boys e rimpiazzano Jonny e Hadji. Nell'episodio Il siero Golia, Brock menziona di aver prestato servizio con Race Bannon in diverse occasioni. Nella seconda stagione, Jonny Quest è stato introdotto nella serie come Action Jonny, un senzatetto tossicodipendente che risente profondamente di suo padre. A partire dalla quarta stagione, Jonny diventa piuttosto stabile e fa parte di un gruppo di supporto per ex ragazzi avventurieri.

### Il fallimento come tema ricorrente
Publick e Hammer hanno affermato che uno dei temi principali di The Venture Bros. è il fallimento. Nei commenti audio dell'episodio Brock va in vacanza, i due creatori hanno elaborato il tema della serie, con Publick che ha affermato che "[la serie] in realtà è incentrata completamente sul fallimento. Anche nel design, tutto dovrebbe essere un po' la morte dell'era spaziale del mondo dei sogni. La morte dell'era dei jet promessi".
Nel 2013, Publick e Hammer hanno rivelato la volontà di allontanarsi dal tema e di abbracciare anche i "successi" dei personaggi.

## Distribuzione
La prima stagione ha debuttato negli Stati Uniti il 16 febbraio 2003 su Adult Swim. Una seconda stagione è andata in onda a partire dal 25 giugno 2006, mentre la terza dal 1º giugno 2008. La quarta stagione è stata suddivisa in due parti, con la prima trasmessa dal 18 ottobre 2009 e la seconda dal 12 settembre 2010. La quinta stagione è andata in onda dal 2 giugno 2013. La sesta stagione è stata trasmessa dal 31 gennaio 2016. La settima stagione è stata mostrata sul canale dal 5 agosto 2018, terminando definitivamente la serie il 7 ottobre 2018.
In Italia, The Venture Bros. è stato inizialmente annunciato per la trasmissione senza una data precisa a dicembre 2003, tuttavia non è mai stato trasmesso in televisione. In seguito, il servizio di streaming Prime Video ha pubblicato la prima stagione il 1º novembre 2021, la seconda il 1º dicembre 2021 e la terza il 1º gennaio 2022.

### Trasmissione internazionale
- 16 febbraio 2003 negli Stati Uniti d'America su Adult Swim;
- 13 marzo 2005 in Canada su Teletoon;[19]
- 2006 nel Regno Unito su Bravo;[20]
- agosto 2006 in America Latina su Adult Swim;
- 24 marzo 2007 in Russia su 2x2;
- 23 luglio 2008 in Germania su Sat.1 Comedy;[21]
- 31 agosto 2019 in Francia su Adult Swim;[22]
- 1º novembre 2021 in Italia su Prime Video;[2]
- In Spagna su Adult Swim;
- In Australia su Adult Swim.

### Edizioni home video
| Stagione         | Episodi | Episodi | Data di pubblicazione DVD | Data di pubblicazione DVD | Data di pubblicazione DVD |
| Stagione         | Episodi | Episodi | Regione 1                 | Regione 2                 | Regione 4                 |
| ---------------- | ------- | ------- | ------------------------- | ------------------------- | ------------------------- |
| Prima stagione   | 13      | 13      | 30 maggio 2006            | 23 febbraio 2009          | 15 agosto 2007            |
| Seconda stagione | 13      | 13      | 17 aprile 2007            | 1º dicembre 2009          | 9 aprile 2008             |
| Terza stagione   | 13      | 13      | 24 marzo 2009             | TBA                       | 5 agosto 2009             |
| Quarta stagione  | 16      | 8       | 26 ottobre 2010           | TBA                       | 16 febbraio 2011          |
| Quarta stagione  | 16      | 8       | 22 marzo 2011             | TBA                       | 15 giugno 2011            |
| Quinta stagione  | 8       | 8       | 4 marzo 2014              | TBA                       | 16 aprile 2014            |
| Sesta stagione   | 8       | 8       | 4 ottobre 2016            | TBA                       | 16 dicembre 2016          |
| Settima stagione | 10      | 10      | 4 giugno 2019             | TBA                       | 21 agosto 2019            |

## Riconoscimenti
- Annie Award
  - 2016 - Candidatura alla miglior musica in una produzione televisiva animata o trasmissione a J.G. Thirlwell per l'episodio All This and Gargantua-2[23]
  - 2017 - Candidatura alla miglior serie animata o trasmissione per il pubblico generale[24]
  - 2019 - Candidatura alla miglior serie animata o trasmissione per il pubblico generale[25]
- Behind the Voice Actors Award
  - 2014 - Candidatura alla miglior interpretazione vocale maschile in una serie televisiva - commedia/musical a Patrick Warburton

## Lungometraggio

### The Venture Bros.: Radiant Is the Blood of the Baboon Heart
In seguito alla cancellazione della serie, Adult Swim ha dichiarato tramite Twitter: "Vogliamo anche altro Venture Bros. e lavoriamo con Jackson e Doc per trovare un altro modo per continuare la storia di Venture Bros.". Il 13 novembre 2020, il direttore generale di HBO Max Andy Forssell ha twittato che HBO Max stava "lavorando" ad un revival di The Venture Bros.. Il 12 maggio 2021 è stato annunciato che un film direct-to-video basato su The Venture Bros. è in produzione da Adult Swim. Il 18 aprile 2023 è stato rivelato che il film è intitolato The Venture Bros.: Radiant Is the Blood of the Baboon Heart e che funge da finale della serie. Ed è uscito in digitale il 21 luglio e uscirà presto su Blu-Ray/DVD il 25 luglio 2023.
Il film è stato pubblicato in digitale il 21 luglio 2023 ed è stato pubblicato in Blu-ray dal 25 luglio 2023.